# Ratnagiri (stad)
Ratnagiri is een nagar panchayat (plaats) in het district Ratnagiri van de Indiase staat Maharashtra. De plaats ligt aan de westkust van het Indisch Schiereiland aan de Arabische Zee.

## Demografie
Volgens de Indiase volkstelling van 2001 wonen er 70.335 mensen in Ratnagiri, waarvan 53% mannelijk en 47% vrouwelijk is. De plaats heeft een alfabetiseringsgraad van 80%.

## Geboren
- Bal Gangadhar Tilak (1853–1920), nationalist, journalist, jurist, sociaal hervormer en onafhankelijkheidsactivist
- Laxmikant Berde (1954-2004), acteur